# Жижков

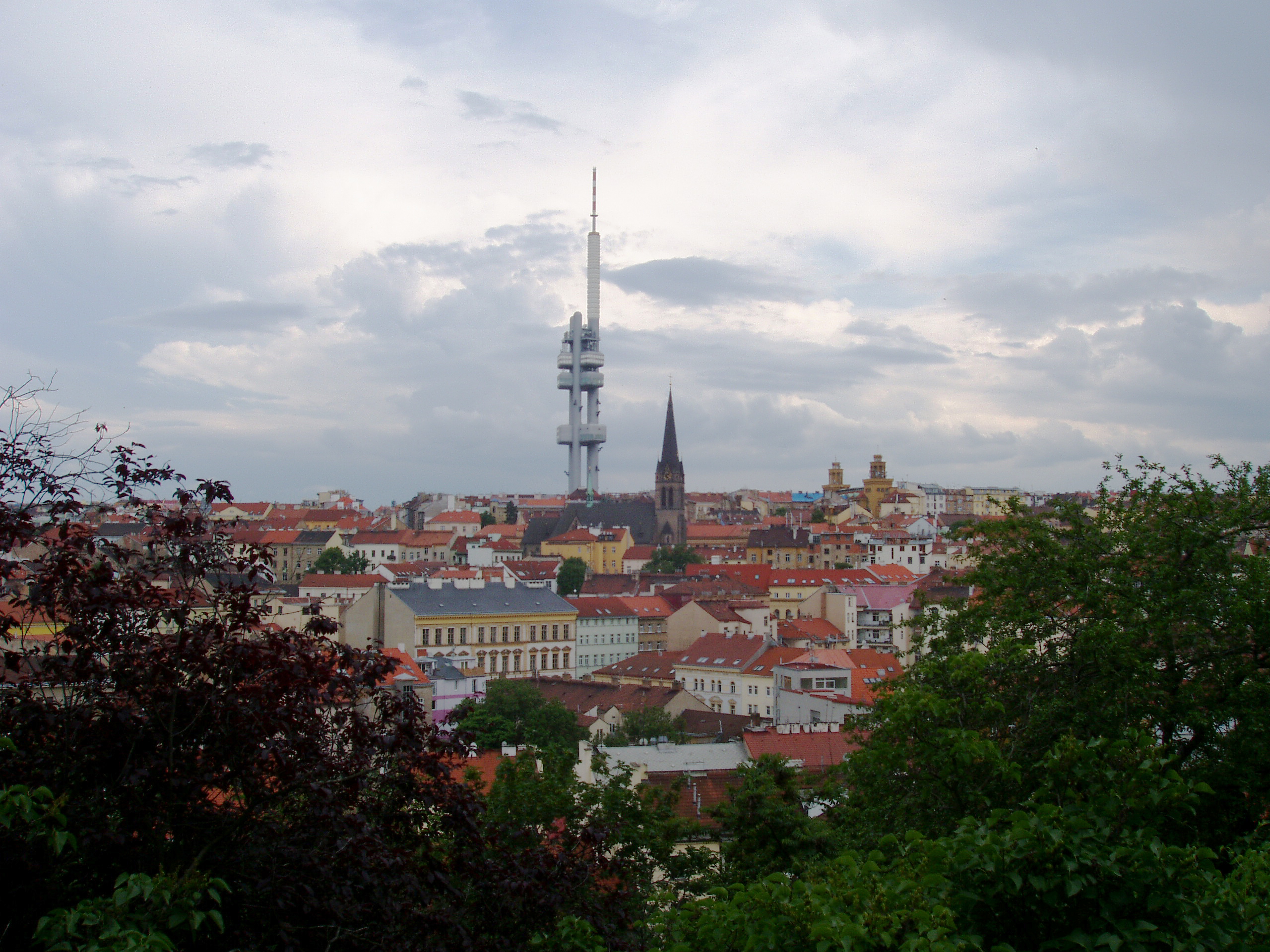
Вид Жижкова с севера

Жижков (чеш. Žižkov) — историческая местность Праги, в 1881—1922 отдельный город. Большая часть находится в округе Прага 3. С 1922 году стал частью Праги. С центром города был соединен системой трамвайных путей.

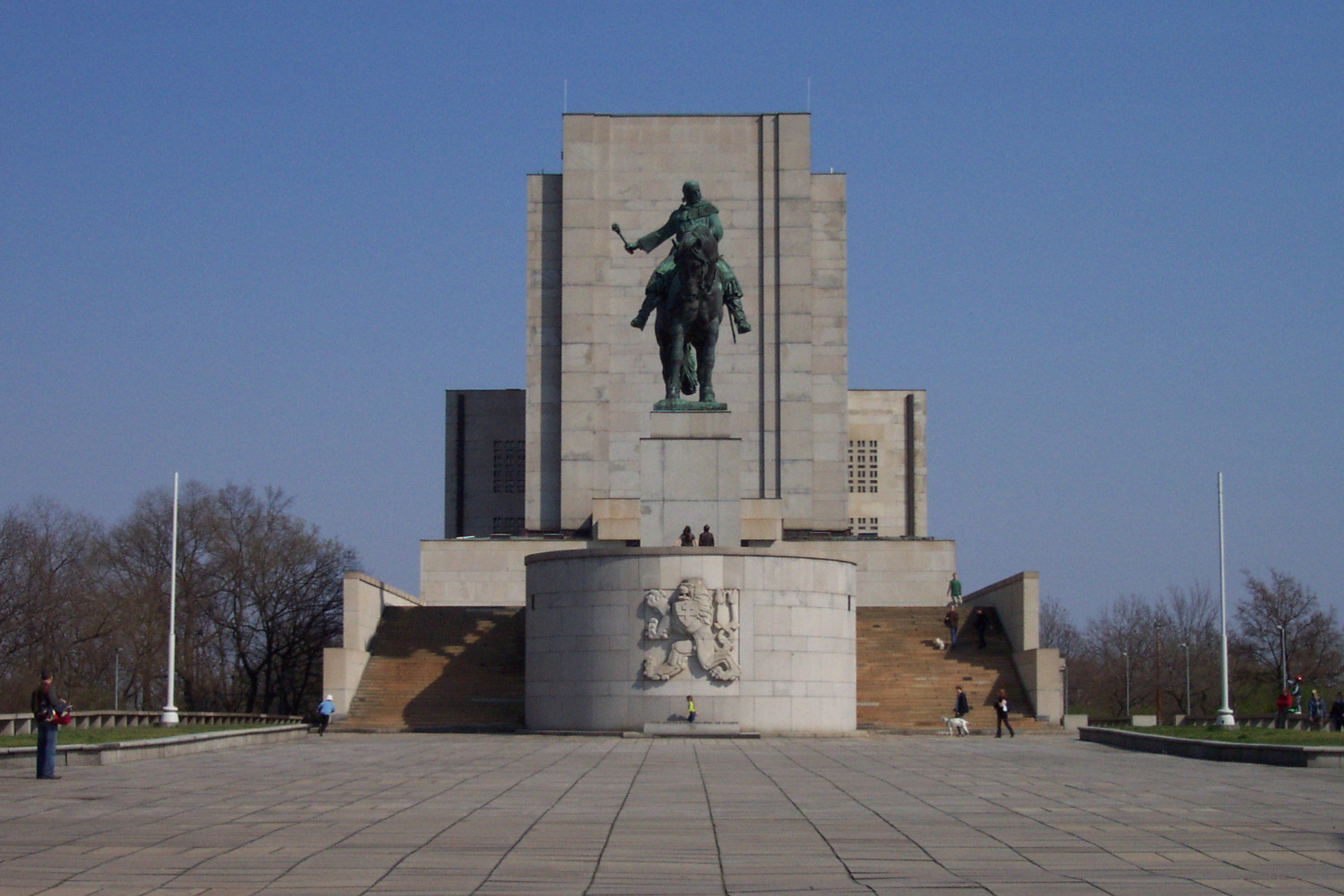
Национальный памятник на Виткове.

Носит имя гуситского вождя Яна Жижки, одержавшего победу на Витковом холме в 1420 г.

## Достопримечательности
- Пражская телевизионная башня
- Могила писателя Франца Кафки на Новом Еврейском кладбище
- Ольшанское кладбище, на территории которого расположен Православный храм, могилы русских эмигрантов времен революции и памятник советским воинам
- Холм Витков с бывшим мавзолеем Клемента Готвальда и с памятником Жижке — самой большой конной статуей в Европе
- Костёл Святого Прокопа
- Памятник Карелу Гавличеку-Боровскому